# أبولو جاستيس: إيس أتورني

الشعار اللعبة الرسمي

أبولو جاستيس: إيس أتورني (بالإنجليزية: Apollo Justice: Ace Attorney) (باليابانية: 逆転裁判4 غياكتين سايبان 4) هي رواية مرئية من إنتاج كابكوم، واللعبة الرابعة في سلسلة ألعاب إيس أتورني.

## القصة
بعد سبعة أعوام من أحداث اللعبة السابقة، يبدأ محامي الدفاع المبتدئ أبولو جاستيس مهنته في القانون بالنيابة عن فينيكس رايت الذي فقد شارة المحامي خاصته.

## الشخصيات
- أبولو جاستيس
- فينيكس رايت
- تروسي رايت
- كلافير غافين
- كريستوف غافين
- القاضي
- إيما سكاي
- أولغا أورلي
- فالانت غراماري
- لاميروار

### ورقة الإنقلاب الرابحة
- شيدي سميث
- وينستون بين

### زاوية شارع الإنقلاب
- ووكي كيتاكي
- أليتا تيالا
- غاي إلدون
- بلام كيتاكي
- وينفريد كيتاكي
- بال ميراكتيس
- ويزلي ستيكلر
- المدير هيكفيلد

### سرينادة الإنقلاب
- ماكي توباي
- رومين ليتوس
- داريان كريشيند

### خليفة الإنقلاب
- فيرا ميشام
- درو ميشام
- سبارك براشل
- زاك غراماري
- ماغنيفاي غراماري
- ثالاسا غراماري

## وصلات خارجية
- ويكي إيس أتورني

أبولو جاستيس: إيس أتورني في قاعدة بيانات الرواية المرئية